# Golf von Nicoya
Koordinaten: 9° 54′ N, 84° 51′ W

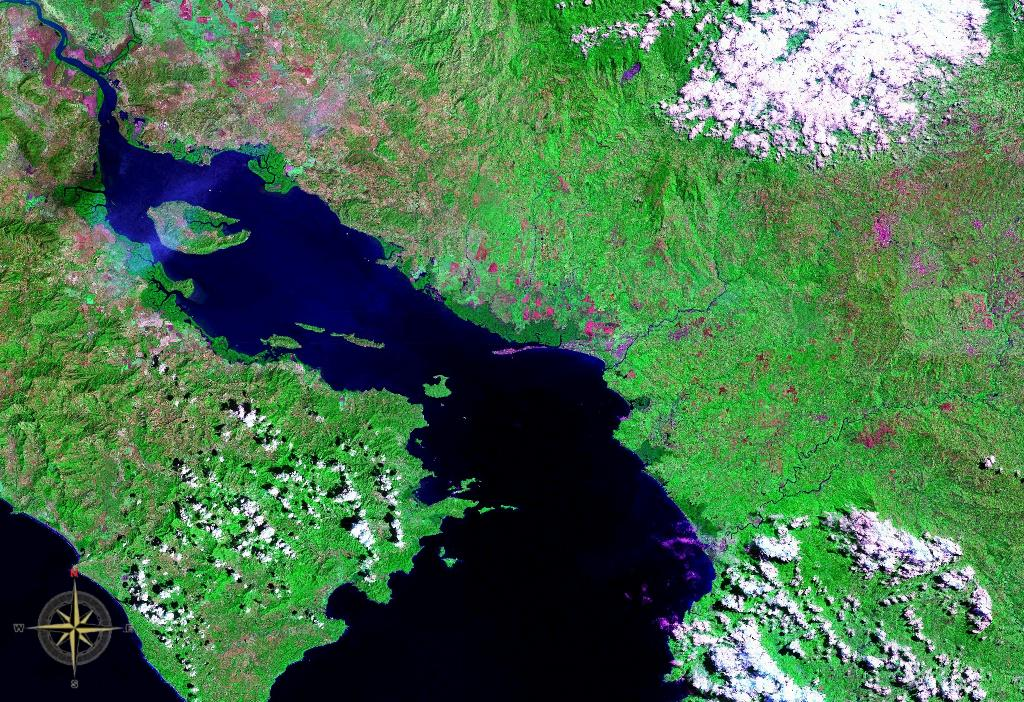
Satellitenaufnahme des Golf von Nicoya

Der Golf von Nicoya ist eine Meeresbucht des Pazifischen Ozeans an der Westküste von Costa Rica.

## Geografie
Der Golf befindet sich im Nordwesten von Costa Rica und wird begrenzt durch die Provinz Guanacaste im Norden und Westen sowie die Provinz Puntarenas im Süden und Osten. Er trennt die Nicoya-Halbinsel vom Festland Costa Ricas.
Am nördlichen Ende der Bucht befindet sich die Mündung des Río Tempisque, welcher der größte Vorfluter für den Golf darstellt.
Mehrere Inseln befinden sich im Golf von Nicoya, die größte ist die Isla de Chira. Auf einer Landzunge im östlichen Teil des Golfs befindet sich die Hafenstadt Puntarenas.